# 川三番地
川 三番地（かわ さんばんち、1957年1月15日 - ）は、日本の漫画家。青森県三戸郡田子町出身。本名：田中敬三。

## 概要
高校卒業後に印刷会社に就職するも漫画家を志し退職。上京し、ちばてつやのアシスタントとなった。
1980年、講談社新人漫画賞に本名である田中敬三名義にて「武道半人前」にて特別入選し、同年より『週刊少年マガジン』にて『男ぞ!硬介』の連載を開始した。初期のペンネームは「川 三番地」（かわ みつばち）。以降、講談社や秋田書店の少年誌を中心に執筆し、双葉社の『週刊漫画アクション』や日本文華社の青年誌でも執筆していた。
キャリア初期は下ネタ系のドタバタギャグが多かったが、1986年に連載開始した『4P田中くん』以降は、師匠ちばてつやの末弟である漫画原作者・七三太朗と組んだ少年誌での仕事が中心となり、その大半が高校野球を題材とした大長編野球漫画である。代表作は『週刊少年チャンピオン』（秋田書店）に連載された『4P田中くん』と、『月刊少年マガジン』（講談社）に連載された『風光る』（どちらも七三原作）。特に『4P田中くん』の主人公である田中球児はその後の作品のスター・システムとなっている。
2009年3月頃から病気療養のために一時活動を休止、連載中の漫画も休載したが、同年7月頃から活動を再開している。

## 作品リスト
- 男ぞ!硬介（1980年、講談社）全2巻
- おれは万太夫（1981年-1982年、講談社）全3巻
- ほんでもってESP（1983年-1984年、週刊少年マガジン）全3巻
- 佐藤くん（1985年、講談社）全3巻
- 気ままにスクラム（1985年-1986年、週刊少年マガジン）全2巻
  - 高校ラグビー漫画。
- 合体ポリス ユニオン（1986年、コミックボンボン4月号-5月号、講談社）
  - 男女が合体変身する巨大ヒーロー漫画。
- 弾ちゃん（1987年、日本文華社）全1巻
- みつゆびパラダイス（1987年-1988年、双葉社）全2巻
- THE 鈴木くん（1989年、日本文華社）
- どついたるねん（1989年、講談社）
- オヤジ高校生（1985年、ビッグコミックスピリッツ、小学館）
  - 連載前号では「突貫ビタミン」と予告されていたが、タイトルが変更になり2回で打ち切り。白井勝也編集長の編集後記で「愚かな漫画家と決別しました」と書かれた[3]。その経緯や真相は不明。
- あしたのジョーに憧れて（2013年-2016年、月刊少年マガジン+、少年マガジンR）全3巻
  - ちばてつやプロダクションでアシスタントをしていた当時を振り返る自伝的漫画。

以下、七三太朗原作作品（全て高校野球漫画）
- 4P田中くん（1986年-1996年、週刊少年チャンピオン、秋田書店）
  - 単行本全51巻。原作の七三太朗は、コンビを組んだのは川の要望だが、科学トレーニングやジャイロボールなどの近代的な野球描写は、野球に詳しい川のアイデアだったと述べている。

- 風光る（1990年-2006年、月刊少年マガジン、講談社）
  - 『月刊少年マガジン』で連載されていた。単行本全44巻。

- Dreams（1996年-2017年、週刊少年マガジン→マガジンSPECIAL、講談社）
  - 高校野球漫画ながら「シンクロ打法」等のやや難解な技術論を取り上げたため、『週刊少年マガジン』連載初期は話題性が高かった。2003年途中から系列誌『マガジンSPECIAL』に移り、同誌休刊の2017年まで連載された。 単行本全71巻。

- 天のプラタナス（2006年-2017年、月刊少年マガジン）
  - 『月刊少年マガジン』2006年10月号から2017年8月号まで連載。

## 師匠
- ちばてつや